# Reserva Biológica Poço das Antas
A Reserva Biológica de Poço das Antas, localizada nos municípios de Silva Jardim e Casimiro de Abreu, a cerca de 120 quilômetros do Rio de Janeiro, no Brasil, é a área em que possui a maior população de mico-leão-dourado, com pouco mais de 560 indivíduos.
Os trabalhos realizados pelo primatólogo Adelmar Coimbra Filho junto com o ambientalista Alceo Magnanini, foram importantes  participações nos esforços para salvar uma espécie símbolo da mata atlântica, o mico-leão-dourado, quando o animal estava no limiar de desaparecer na natureza; em 1974 o trabalho deles levou à criação da Reserva Biológica Poço das Antas, considerada a primeira Unidade de Conservação (UC) desse tipo no Brasil.
A entrada principal da reserva está situada na BR-101, próxima ao acesso do distrito de Aldeia Velha (Quartéis), em Silva Jardim. A reserva biológica está aberta à visitação pública educacional (como parte de atividades de formação de instituições de ensino regulares) e à pesquisa científica. Não é permitida a visitação turística (Lei 9982/2000).
A situação fundiária da reserva é regularizada, com 100% de suas terras agora pertencentes ao governo federal.

## Caracterização
A reserva biológica se encontra em área de floresta ombrófila densa de terras baixas, entretanto, grande parte dessa vegetação constituem-se de formações secundárias, cercadas por campos antrópicos. Cerca de metade da área da reserva está coberta por Floresta de Baixada (floresta ombrófila densa de terras baixas), mas apenas 25% encontra-se em bom estado de conservação. Foram registradas 365 espécies de plantas, sendo que 3% são de espécies "vulneráveis" e 1% de espécies "em perigo".

### Fauna

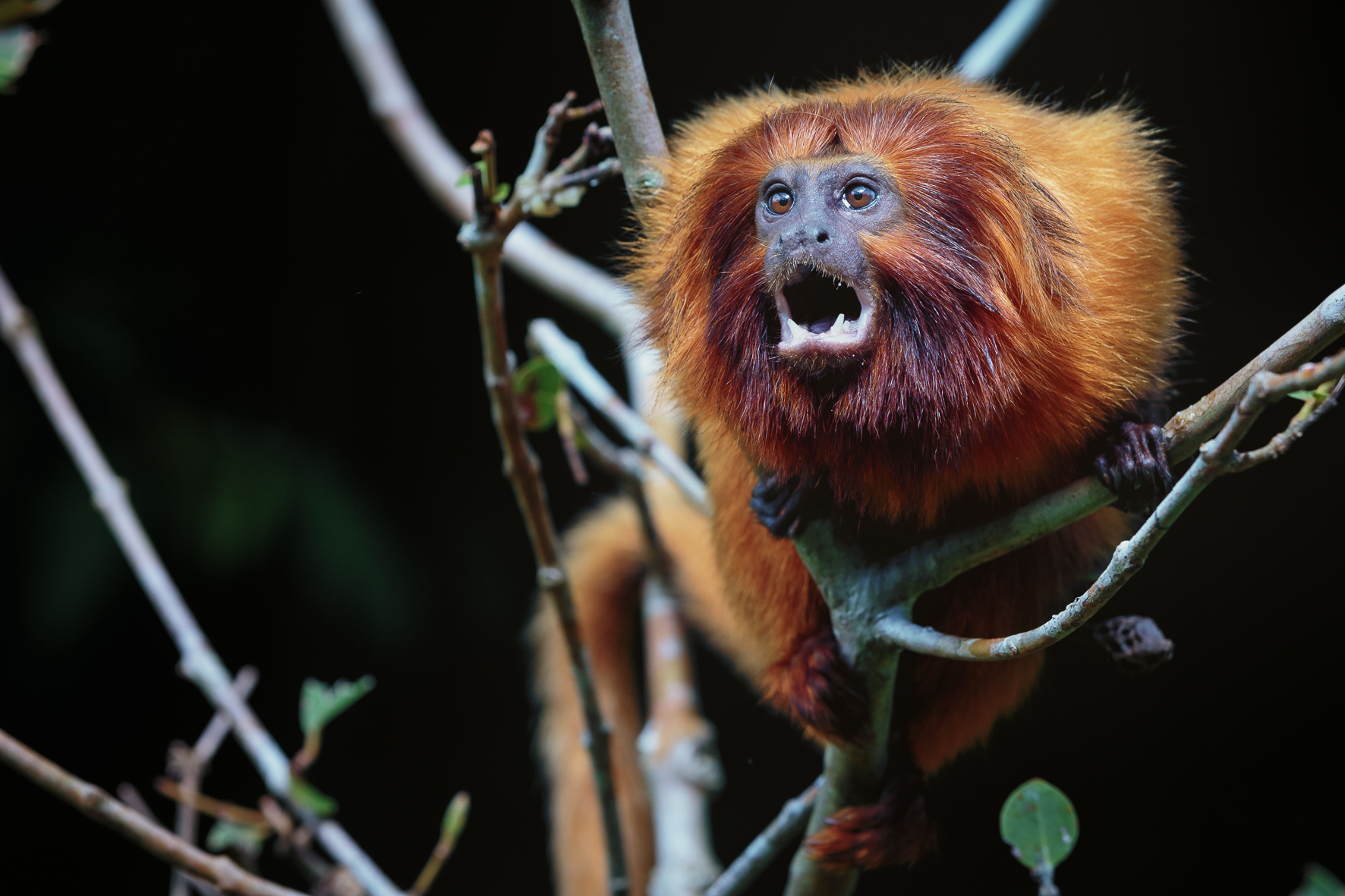
Mico-leão-dourado fotografado na reserva.

É a fauna típica da Mata Atlântica, com uma riqueza considerável de espécies de aves (275 espécies).  Das espécies de aves, até 41% são de espécies relacionadas unicamente as florestas de terras baixas da Mata Atlântica. A mastofauna chama atenção pela presença de 18 espécies de média a grande porte, e principalmente pela presença do mico-leão-dourado e a preguiça-de-coleira. 